# Sông Neo
Sông Neo là một sông ở tỉnh Cao Bằng, và là phụ lưu sông Gâm .

## Dòng chảy
Sông Neo bắt nguồn từ xã Đình Phùng, Bảo Lạc, chảy theo hướng bắc, qua các xã Hưng Đạo, Hồng Trị, đến thị trấn Bảo Lạc thì đổ vào sông Gâm .
Quốc lộ 34 chạy theo thung lũng sông từ Hồng Trị đến đến thị trấn Bảo Lạc .